# Palinurus mauritanicus
Palinurus mauritanicus är en kräftdjursart som beskrevs av Jean Abel Gruvel 1911. Palinurus mauritanicus ingår i släktet languster, och familjen Palinuridae. IUCN kategoriserar arten globalt som livskraftig. Inga underarter finns listade i Catalogue of Life.